# 小田切須猶
小田切 須猶（おだぎり もちなお）は、江戸時代前期の武士。徳川氏家臣。

## 経歴
慶長19年（1614年）8歳の時、徳川家康に拝謁する。のち大番に列し、寛永2年（1625年）12月11日、上総国天羽郡にて加恩180石を賜い、知行高330石となる。駿府城にて守衛を勤め、のち江戸に戻ると100石を加賜される。正保元年（1644年）8月2日、赤坂での水道工事の奉行を勤める。慶安元年（1648年）4月、徳川家光が日光山に参った際、目付を勤めた。
慶安3年（1650年）より目付に転じ、同4年（1651年）8月16日、布衣を許される。同年11月21日、300俵を加賜される。明暦2年（1656年）7月5日、駿府城にて稲葉正吉が自刃すると欽命を受け同地に赴く。万治元年（1658年）5月6日、禁裏付に昇進し、摂津国島上・島下郡にて1000石の地を賜った。同年閏12月25日従五位下・美作守に叙位・任官する。